# Villa pellucida
Villa pellucida är en tvåvingeart som först beskrevs av Walker 1852.  Villa pellucida ingår i släktet Villa och familjen svävflugor. Inga underarter finns listade i Catalogue of Life.